# Wasserkraftwerk Vrané
Das Wasserkraftwerk Vrané nad Vltavou liegt etwa 17 Kilometer südlich der tschechischen Hauptstadt Prag in Vrané nad Vltavou und ist Teil der Moldau-Kaskade.
Der ursprüngliche Zweck der Anlage war die Erhöhung des Wasserstandes der Moldau für die Binnenschifffahrt. Für diesen Zweck gibt es im nördlichen Teil der Staumauer zwei Schleusen. Der heutige Hauptzweck der Anlage ist die Stromerzeugung. Im Kraftwerk am südlichen Ufer erzeugen zwei Kaplanturbinen jeweils eine Leistung von 6,94 MW. Zwischen Schleusen und Kraftwerk gibt es vier Wehröffnungen mit jeweils 20 Metern Breite. Im Hochwasserfall können sie 2800 m³ Wasser pro Sekunde abführen.
Der Rückstau des Kraftwerks reicht bis zum knapp 13 Kilometer flussaufwärts gelegenen Wasserkraftwerk Štěchovice. Der Aufstau reicht auch etwa 3 Kilometer in das Tal der Sázava hinein, die 7 Kilometer vor dem Kraftwerk in die Moldau mündet.